# Lorenzo Bellomi
Lorenzo Bellomi, italijanski rimskokatoliški duhovnik, škof, * 3. januar 1929, S. Lucia Extra, † 23. avgust 1996, Trst.

## Življenjepis
8. julija 1951 je bil  posvečen v duhovnika.
17. oktobra 1977 ga je papež Pavel IV. imenoval za tržaškega škofa; škofovsko posvečenje je prejel 27. novembra istega leta. Pastirsko službo je opravljal do svoje smrti leta 1996.